# Books of Blood (filme)
Books of Blood (br: Livros de Sangue) é um filme de terror estadunidense de 2020 dirigido por Brannon Braga. É baseado na série de livros de mesmo nome de Clive Barker.  Estreou no Screamfest Horror Film Festival em 6 de outubro de 2020 e foi lançado no Hulu no dia seguinte.

## Sinopse
Baseado na aclamada e influente série de livros de terror de Clive Barker, Books of Blood segue uma jornada em um território desconhecido através de três contos emaranhados no espaço e no tempo.

## Elenco
- Britt Robertson como Jenna
- Anna Friel como Mary
- Rafi Gavron como Simon
- Yul Vazquez como Bennett
- Freda Foh Shen como Ellie
- Nicholas Campbell como Sam
- Andy McQueen como Steve
- Kenji Fitzgerald como Gavin
- Paige Turco como  Nicole
- Saad Siddiqui como Dan
- Glenn Lefchak como Balsam
- Brett Rickaby como Bookseller
- Matt Bois como Peter
- Etienne Kellici como Miles
- Cory Lee como Chelsea

## Recepção
No Rotten Tomatoes, o filme mantém um índice de aprovação de 21% com base em 28 críticas, com uma nota média de 4,8 de 10. O Metacritic relata uma pontuação de 42 em 100 com base em sete avalições, indicando "críticas mistas ou médias".